# Краснознаменский сельский округ (Северо-Казахстанская область)
Краснознаменский сельский округ (каз. Краснознаменное ауылдық округі) — административная единица в составе Мамлютского района Северо-Казахстанской области Казахстана. Административный центр — село Краснознамённое. Аким сельского округа — Копендаков Александр Николаевич.
Население — 1498 человек (2009, 1840 в 1999, 2331 в 1989).
В сельском округе имеется 3 школы, 3 мини-центра для детей дошкольного возраста, библиотека, один фельдшерско-акушерский пункт, 2 медицинских пункта.
В округе работают 6 товариществ с ограниченной ответственностью, 15 крестьянских хозяйств, 10 субъектов малого и среднего бизнеса.

## Состав
В состав округа входят такие населенные пункты:
| Населенный пункт      | Население, человек (1989) | Население, человек (1999) | Население, человек (2009) |
| --------------------- | ------------------------- | ------------------------- | ------------------------- |
| Беловка, село         | 501                       | 436                       | 313                       |
| Калугино, село        | 512                       | 435                       | 320                       |
| Краснознамённое, село | 1318                      | 969                       | 865                       |